# Halistemma
Halistemma is een geslacht van neteldieren uit de familie van de Agalmatidae.

## Soorten
- Halistemma cupulifera Lens & van Riemsdijk, 1908
- Halistemma foliacea (Quoy & Gaimard, 1833)
- Halistemma maculatum Pugh & Baxter, 2014
- Halistemma rubrum (Vogt, 1852)
- Halistemma striata Totton, 1965
- Halistemma transliratum Pugh & Youngbluth, 1988